# Andrzej Skrzydlewski
Andrzej Skrzydlewski (3. listopadu 1946 Ksawerów, Polsko – 28. května 2006 tamtéž) byl polský zápasník, reprezentant v zápase řecko-římském. Dvakrát startoval na olympijských hrách. V roce 1976 v Montrealu vybojoval bronzovou medaili v kategorii do 100 kg, na předchozích hrách v Mnichově vypadl ve stejné kategorii ve čtvrtém kole.
V roce 1973 a 1975 vybojoval bronz na mistrovství světa. V roce 1972 vybojoval stříbro a v roce 1977 bronz na mistrovství Evropy. Šestkrát, v letech 1969, 1971, 1972, 1974, 1975 a 1977, se stal mistrem Polska.